# 地獄八景亡者戯
『地獄八景亡者戯』（じごくばっけいもうじゃのたわむれ）は、上方落語の演目の一つである。『八景』は「はっけい」ではなく、連濁で「ばっけい」と読まれる。江戸落語では『地獄めぐり（地獄巡り）』と呼ばれる。
3代目桂米朝の十八番として知られる。
本作は旅噺に分類され、「東の旅」こと『伊勢参宮神之賑』の一部に組み込まれたこともある（作中に登場する軽業師「和矢竹の野良市」は「東の旅」の一つ『軽業』に名が見られる）。
通しで演じると1時間超である上、全編を通じて時事ネタを交えたギャグが入り、身ぶり手ぶりを交えた演出も多いなど、話し手にかなりの力量を要求する大ネタである。
天保年間に起源を求めることが出来る演目であり、米朝によると、1839年に刊行された安遊山人作の「はなしの種」という小咄本に出てくるのがもっとも古いものだという。昭和戦前期には5代目笑福亭松鶴（タイトルは「弥次喜多地獄の旅」。SPレコードが残っている）、3代目笑福亭福松らが伝えているに過ぎなかった。今日の「地獄八景」は、米朝が1954～55年頃に福松から教わり（福松が上方2代目文の家かしく時代に京都で演じたのを見に行っているが、晩年にさしかかった時期の口演だったので聞き取りにくかったらしい）、再構築したものを基にしている。東京では三遊亭圓遊代々の噺（「地獄巡り」）として、4代目圓遊（加藤勇）の録音も残っているが、内容が少し異っていて所要時間も短い。

## あらすじ
大きく前半と後半に分かれる。まず、サバの刺身を食べて食当たりで死んだ喜六が、冥土への旅路で先に亡くなった伊勢屋のご隠居と再会するところから始まる。二人の次に芸者や舞妓・仲居や幇間を引き連れた若旦那の一行が現れ、賽の河原、三途の川渡り、六道の辻、閻魔の庁などおなじみの地獄の風景が、登場人物が入れ替わりつつ描写される。最初に登場する喜六の他、居並ぶ一同に閻魔大王の裁定が下される所までがだいたい前半である。
閻魔大王の裁定により、一同の中から4人の男——山伏「螺尾福海（ほらお・ふくかい）」（「ホラを吹くかい」のもじり）・軽業師「和屋竹の野良一（わやたけ・の・のらいち）」（実在の軽業師・早竹虎吉のもじりで、『軽業』の登場人物）・歯抜師「松井泉水（まつい・せんすい）」（実在の大道芸人・松井源水のもじり）・医者「山井養仙（やまい・ようせん）」（「病良うせん」のもじりで、『泳ぎの医者』などにも出てくる名前）——が地獄行きとなり、後半はその4人と地獄の鬼や閻魔の話である。4人が4人とも曲者揃いで、あれやこれやの手を使って鬼たちを困らせる。

## サゲ
通常のサゲ「大王を飲んで下してしまう」は、瀉下作用をもち便秘薬としても使われる漢方薬の大黄にかけている。馴染みにくいこともあり、桂枝雀は「嘘をついたら地獄で閻魔大王に舌を抜かれる」という警句を踏まえたサゲに変えている。

## バリエーション
三途の川岸の茶店の娘が三途河（しょうづか）の婆の半生や渡し舟の変遷を語る場面や賽の河原の場面は、世相を反映したギャグを入れやすい。米朝は渡し舟の件りでポートライナーやウォーターライドを登場させ、1990年の京都での口演（毎日放送『特選!!米朝落語全集』収録）では賽の河原を、当時タレントショップが相次いで進出していた京都嵐山に見立てていた。
六道の辻には地獄の目抜き通り「冥途筋」が走り、芝居小屋や寄席が軒を連ねている。御堂筋のもじりであり、わざとどちらにも聞こえるように発音するのがミソで、「ずーっと行くと突き当たりが髙島屋と南海電車か」と御堂筋の地理などを出して「そりゃ御堂筋や」。ここの芝居小屋には名優が勢ぞろいし、花柳章太郎・水谷八重子らの新派のほか、演者が歴代團十郎ばかりの仮名手本忠臣蔵も上演された。寄席でも懐かしの東西の名人上手が居並ぶ。米朝はここで自身の名を出して「近日来演」とやるくすぐりを入れていた。米朝の実子・小米朝（現5代目桂米團治）はここに「20年も前から『近日来演』の札が掛かっている」とツッコミを入れていた。実際に、米朝が鬼籍に入った翌日の動楽亭の公演では、米團治がこの演目の前半を演じて「桂米朝、本日来演」と話の中に登場させた。
また江戸落語の「地獄めぐり」では、特にベテランの落語家が口演する際、以前はこの場面で7代目立川談志を登場させて揶揄する場面が見られた。
閻魔の庁へ向かう途中に見える「紙の橋」のスケッチでは、米朝やその弟子である桂吉朝は口演時点での人気力士の名を出して、体重ではなく渡る者の罪が重いと崩れると言われる橋の特徴を述べるが、ここで比較対象として、上方噺家の中でも一、二を争う痩身だった3代目桂文我と2代目桂春蝶を登場させて、笑いを取っていた｡
恐ろしい形相で閻魔大王が出御する場面は、CD・DVDのジャケットを飾るなど本演目の象徴であるが、もとが童顔の枝雀は敢えて柔和な表情で登場してみせた。また米朝は閻魔の顔を見せた後、片手で顔を隠しつつ「これやるとしばらく顔が元に戻らんようになります」とくすぐりを入れている。
閻魔の庁での一芸披露大会では、枝雀は動物の物真似を、吉朝は師・米朝ら先輩落語家の「出」（高座に上がること）を出囃子付きで演じてみせた。
米朝が放送で初めて全編を披露したのは1962年（昭和37年）3月1日の朝日放送ラジオで、2月23日に同局主催の「第21回上方落語をきく会」で公開収録された。米朝は1990年（平成2年）11月の「正岡容三十三回忌追善公演」（東京・イイノホール）を最後に演じなくなったが、代わりに米朝一門を中心とした中堅世代が、次へのステップアップとして挑戦するケースが増えている。
米朝、枝雀、吉朝以外では、桂文珍、4代目桂文我、桂雀々、桂九雀、桂吉弥らの口演が知られる。2010年11月には4代目林家染丸が「染丸特撰落語会」で独自の解釈を加えた染丸版を演じ、雀々は高座に地獄のセットを組み宙吊りになって演じる「スーパー落語」がある。九雀はハメモノを三味線だけでななくマリンバを入れて演じる独特なスタイルで初演した。
6代桂文枝は創作落語の一編として、横山やすしを登場させた改作「地獄八景やすし編」を自作自演している。

## 備考
- この演目を題材にし上方落語の多くの演目が登場する、東野ひろあき脚本G2演出の舞台「地獄八景‥浮世百景」がある。
- また、この演目を絵本にした作品、田島征彦著の『じごくのそうべえ』とそのシリーズがある。
- 1960年代中期、3代目米朝が初めて「地獄八景」を東京で演じた時は、同時に6代目松鶴の「らくだ」も演じられるなどの豪華版で、東京の落語ファンに上方落語の復興を印象付けるものであった。このとき、安藤鶴夫は「上方にもすごい噺家がいるね。」と興奮状態であったという。
- 1975年に神戸で行われた日本SF大会(SHINCON)でも3代目桂米朝がこれをSFファン約1000人の前で語った。
- 3代目桂米朝の追善として、2016年2月に『桂米朝追善芝居 地獄八景亡者戯』と題して大阪松竹座で芝居化された。キャストは米朝一門の2代目桂ざこば、3代目桂南光、三林京子（3代目桂すずめ））を含めた一門総出演、一門以外から桜花昇ぼる、ISSA（DA PUMP）らが出演。脚本は米朝と親交のあった落語作家の小佐田定雄、演出はわらび座の齋藤雅文[7]。
- 田中啓文『地獄八景』は、落語の地獄の世界を舞台に、様々な物語が展開する、短編小説集。
- 2018年、宝塚歌劇団星組で「ANOTHER WORLD」という題名で舞台化。
- 2024年、『第39回俳優祭』にて国立劇場さよなら公演の一つとして『地獄八景有難国立』のタイトルで松本幸四郎脚本・演出の元に歌舞伎化されたが、時事ネタが盛りだくさんである。特に、NHK大河ドラマ『鎌倉殿の13人』の中の坂東弥十郎演じる北条時政が出演したり、 また、歌舞伎『新・三国志』の中の若沖が出演したりと盛りだくさんである。
- 江戸落語にも『死ぬなら今』というあの世を題材にした噺がある。両者とも「〇〇近日来演。」というくすぐりが入る場合が多い